# Book of Common Order
Il Book of Common Order è il testo fondamentale del presbiterianesimo, scritto dal riformatore protestante scozzese John Knox; è analogo all'inglese Book of Common Prayer.
Il libro è stato scritto quando Knox era a Ginevra, dove era diventato allievo di Calvino e predicatore del calvinismo.
Oltre ad avere il nome di Book of Common Order ha anche quelli di Genevan Book of Order, Order of Geneva e Knox's Liturgy.
Nel 1557 i signori protestanti scozzesi in consiglio avevano deciso l'uso del Book of Common Prayer nelle cerimonie protestanti, ma il Book of Common Order si era diffuso in Scozia. Al ritorno di Knox in patria l'Assemblea nazionale decise di adottare il libro per la liturgia scozzese.